# NGC 556
NGC 556 is een elliptisch sterrenstelsel in het sterrenbeeld Walvis. Het hemelobject ligt 408 miljoen lichtjaar van de Aarde verwijderd en werd in 1886 ontdekt door de Amerikaanse astronoom Frank Muller.

## Synoniemen
- PGC 5420
- ESO 476-13
- NPM1G -22.0034